# Piper sumatranum
Piper sumatranum är en pepparväxtart som beskrevs av C. Dc.. Piper sumatranum ingår i släktet Piper och familjen pepparväxter. Inga underarter finns listade i Catalogue of Life.